# Monkey Business
Monkey Business — четвёртый студийный альбом Black Eyed Peas, вышедший в разных странах с конца мая по начало июня 2005 года. Альбом получил от RIAA сертификацию «трижды платинового» в США. По всему миру было продано более 9 миллионов копий.
Первым выпущенным синглом с альбома был «Don't Phunk With My Heart».

## Список композиций
1. «Pump It» — 3:33
2. «Don't Phunk with My Heart» — 3:59
3. «My Style» (при участии Джастина Тимберлейка) — 4:28
4. «Don't Lie» — 3:39
5. «My Humps» — 5:26
6. «Like That» (при участии Cee-Lo, John Legend, Talib Kweli и Q-Tip) - 4:34
7. «Dum Diddly» — 4:19
8. «Feel It» — 4:19
9. «Gone Going» (при участии Jack Johnson) — 3:13
10. «They Don’t Want Music» (при участии James Brown) — 6:46
11. «Disco Club» — 3:48
12. «Bebot» — 3:30
13. «Ba Bump» — 3:56
14. «Audio Delite at Low Fidelity» — 5:29
15. «Union» (при участии Стинга) — 5:04

### Бонусные дорожки
- «Do What You Want» (Ирландия, Соединённое Королевство)
- «If You Want Love» (Ирландия, Соединённое Королевство)
- «Bend Your Back» (Япония)
- «Make Them Hear You» (Япония)
- «Shake Your Monkey»

## Синглы
- «Don't Phunk with My Heart» (2005)
- «Don't Lie» (2005)
- «My Humps» (2005)
- «Pump It» (2005)